# 魚家
魚家株式会社（さかなや）は、東京都墨田区両国に本社を構え、築地すし鮮を中心に関東、九州に46店舗展開する飲食グループである。

## 概説
青山妙子（創業者・現代表取締役会長）が、1971年に江戸川区平井に6坪のやきとり店をオープン、1982年に同所に寿司店「築地すし鮮」をオープン。
その後、いけす料理など店舗数を増やし、1987年より魚家グループとして、「築地すし鮮」「築地すし一番」などの寿司店のほかにも、鹿児島料理「おごじょ家」、沖縄料理「ちゅらさん家」「うちなー家」「うみんちゅ家」など郷土料理のお店、交遊のある伊勢ヶ濱親方（元横綱旭富士）の部屋直伝ちゃんこを扱う「ちゃんこダイニング　安美」「相撲茶屋　旭富士」など多彩なグループ店舗を展開中。
築地場外市場ではほぼ唯一の開催となるまぐろの解体ショーは、毎週のように開催され、グループ全体での年間開催数200回超えは飲食店としては日本一の開催数を誇る。また、鹿児島料理のおごじょ家では、地焼酎の品揃えもウリの一つであり、亀戸駅前店の1300種類は飲食店として世界最高数の品揃えとなっており、近日ギネス・ワールド・レコーズへの申請予定。
チェーン店とはいえ、全店が完全直営店である為、各店舗への内装や商品へのこだわりは深く、各店舗のTV出演も多い。特に、先日のワシントン条約会議で天然本まぐろ輸出に関する議題があがった際は、築地で24時間営業をする寿司店として唯一天然本まぐろのみを扱うお店である築地すし鮮に取材に訪れ、創業者である青山妙子会長が出演した。

## すし鮮とすしざんまいの関係
グループの中心ブランドである「築地すし鮮」は、"築地を中心に店舗展開・24時間営業・マグロが自慢"ということで、株式会社喜代村の「すしざんまい」と混同されがちであるが、全く関係はない。
実際は年間数回、不定期にしかマグロの解体ショーを行わない「すしざんまい」、グループで年間200回以上の開催を行う「築地すし鮮」。養殖まぐろが中心のすしざんまい、天然本マグロにこだわる築地すし鮮と相違点は多いが、CMや広告でまぐろの解体ショーの代名詞であるかのように自社を紹介するすしざんまい（実際は年に数回程度しか行っていない）に広報面ではやや押され気味と言わざるを得ない。

## 展開店舗
寿司屋
- 築地　すし鮮
- 築地　すし一番
- すしどんぶりの丼

海鮮和食店
- いけす道場　魚家
- 築地市場の台所　さかな道楽
- 鮮魚が旨い　築地市場
- さかな一番
- つきじ市場食堂

薩摩料理店
- 薩摩地鶏・釜飯　おごじょ家

沖縄料理店
- 沖縄料理　ちゅらさん家
- 沖縄旬彩　うちなー家
- うみんちゅ家
- 九州沖縄旬彩　うまかもん家

ちゃんこ料理店
- ちゃんこダイニング　安美
- 相撲茶屋　旭富士

その他飲食店
- 感動ホルモン　木下商店
- 中華　安
- 黒豚しゃぶしゃぶ　しゃぶせん（平成22年7月1日 - ）

産地直送販売
- マルシェ（鮮魚・生鮮野菜・全国産直物の店）

## TV出演（一部抜粋）
- シルシルミシル（ちゃんこダイニング安美）
- 金曜日のスマたちへ　波乱万丈スペシャル（築地すし鮮）
- 世紀の決断ショー（築地すし鮮）
- もしもツアーズ（築地すし一番）
- ロンドンハーツ（築地すし一番）
- 女帝（築地すし一番）
- 警部補　矢部謙三（鮮魚が旨い　築地市場）
- ロストクライム -閃光-（感動ホルモン木下商店）
- 売れる売れないにはワケがある！仰天！！ピンキリツアー（築地すし鮮）